# Kadir Atkın
Kadir Atkın (* 5. Februar 1989 in Izmir) ist ein türkischer Fußballspieler.

## Karriere
Atkın begann mit dem Vereinsfußball in der Jugend des Amateurvereins Çiçek 46 SK. 2004 wechselte er in die Jugend von Aliağa Izmir und drei Jahre später zu Altınordu Izmir. Hier erhielt er im Juni 2008 einen Profivertrag, wurde aber weiterhin überwiegend in der Jugend eingesetzt. Parallel zu seiner Tätigkeit wurde er bei Bedarf auch bei den Profis eingesetzt. So machte er in der Spielzeit 2008/09 fünf Ligaspiele für die Profis. In den nachfolgenden zwei Spielzeiten kam er immer mehr zum Einsatz, bis er sich einen Stammplatz erkämpft hatte.
Zur Saison 2010/11 wechselte er zum Erstligisten Bucaspor. Hier absolvierte er mit der Mannschaft zwar das Saisonvorbereitungscamp, wurde aber anschließend vom Trainerstab auf die Liste der Spieler gesetzt, die ausgeliehen werden sollten.
So wurde er für die anstehende Saison an seinen alten Verein Altınordu ausgeliehen. Mit dieser Mannschaft erreichte er den Relegationssieg der TFF 3. Lig und damit den Aufstieg in die TFF 2. Lig. Zum Saisonende kehrte er zu Bucaspor zurück und verbrachte die Hinrunde bei der Reservemannschaft. Die Rückrunde wurde er erneut an Altınordu ausgeliehen.

## Erfolge
- Altınordu Izmir:
  - Relegationssieger der TFF 3. Lig (1): 2010/11
  - Aufstieg in die TFF 2. Lig (1): 2010/11